# Arbinda (Burkina Faso)
Arbinda (ou Aribinda) est un village du département et la commune d’Arbinda dont il est le chef-lieu, situé dans la province des Karo-Peli et la région du Soum au Burkina Faso. En 2012, le village comptait 9 790 habitants.

## Géographie
Il s'agit d'une région rurale se situant à la limite sud de la Réserve sylvo-pastorale et partielle de faune du Sahel, la plus grande réserve naturelle, classée partielle, du Burkina Faso avec ses 16 000 km2.
La commune est traversée par la route nationale 23.

### Attaque déjouée du 2 au 3 mai 2023
Les services de renseignement burkinabè ont contribué à enrayer une attaque de grande envergure dans la nuit du 2 au 3 mai 2023 qui visait probablement Arbinda dans la province du Soum, au nord du pays.
Selon les sources de l’AIB, ils font filer une bande de terroristes en provenance du Niger jusqu’au niveau de l’axe Belehede-Arbinda.

## Histoire
Quelques vagues hypothèses sur l'histoire d'Aribinda ont été proposées par Yves Urvoy dans un article, ainsi que des relevés d'art rupestre. Jean Rouch a publié un article plus précis à ce sujet.
Début avril 2019, 62 personnes ont été tuées en trois jours lors d’attaques djihadistes suivies d’affrontements intercommunautaires dans la commune, « 32 du fait des terroristes », et « 30 du fait des conflits communautaires », selon le gouvernement.
Le dimanche 9 juin 2019, 19 habitants d’Arbinda avaient été tués lors d’un assaut mené en plein jour par plusieurs dizaines d’hommes armés.
Le matin du 24 décembre 2019, trente-cinq civils dont 31 femmes et sept membres des Forces armées du Burkina Faso (4 militaires et 3 gendarmes) ont été tués, six civils et une vingtaine de soldats blessés, lors d'attaques djihadistes déclenchées simultanément contre un détachement militaire et des civils à proximité de la ville à partir de 6 h. L'attaque de trois heures a été repoussée avec l'appui de l’aviation.
L'armée déclare dans un communiqué que 80 rebelles ont été tués lors de ces affrontements et une centaine de motos utilisées par les assaillants abandonnées
Le 2 juillet 2025, le gouvernement burkinabè a procédé à une réforme administrative. Dans le cadre de ce nouveau découpage territorial, Arbinda devient chef-lieu de la nouvelle province des Karo-Peli dans la nouvelle région du Soum.